# Morgny
Morgny é uma comuna francesa na região administrativa da Normandia, no departamento de Eure. Estende-se por uma área de 17,05 km². Em 2010 a comuna tinha 674 habitantes (densidade: 39,5 hab./km²).